# Resolutie 1580 Veiligheidsraad Verenigde Naties
Resolutie 1580 van de Veiligheidsraad van de Verenigde Naties was de laatste resolutie van de VN-Veiligheidsraad in 2004, en werd op 22 december van dat jaar unaniem aangenomen. De resolutie verlengde de speciale politieke missie in Guinee-Bissau met een jaar.

## Achtergrond
Guinee-Bissau werd in 1973 onafhankelijk van Portugal en kende in 1994 voor het eerst verkiezingen. In 1998 kwam het leger echter in opstand, werd de president afgezet en ontstond de Guinee-Bissause burgeroorlog. Uiteindelijk werden pas eind 1999 nieuwe presidentsverkiezingen gehouden. In 2003 werd hij na een chaotische regeerperiode door het leger afgezet. In 2004 leidde muiterij in het leger tot onrust in het land. Nieuwe presidentsverkiezingen in 2005 brachten de in 1998 afgezette president opnieuw aan de macht. In 2009 werd hij vermoord door soldaten en volgden wederom presidentsverkiezingen.

## Inhoud

### Waarnemingen
De Veiligheidsraad was diep bezorgd om de recente ontwikkelingen in Guinee-Bissau. Zo was op 6 oktober muiterij uitgebroken in het leger, waarna de stafchef van dat leger was omgebracht. Door de onstabiliteit en onrust stond de vrede op de helling. De overheid moest de orde blijven handhaven en iets doen aan de straffeloosheid.

### Handelingen
Het mandaat van de speciale politieke missie UNOGBIS werd met een jaar verlengd en herzien. De missie moest bijdragen aan de dialoog en de verkiezingen, mechanismen om een conflict te vermijden versterken, de hervorming van leger en politie aanmoedigen en meewerken aan de versterking van het staatsbestel en de ordehandhaving.

## Verwante resoluties
- Resolutie 1216 Veiligheidsraad Verenigde Naties (1998)
- Resolutie 1233 Veiligheidsraad Verenigde Naties (1999)
- Resolutie 1876 Veiligheidsraad Verenigde Naties (2004)
- Resolutie 1949 Veiligheidsraad Verenigde Naties (2010)

Lijst ·  1522 ·  1523 ·  1524 ·  1525 ·  1526 ·  1527 ·  1528 ·  1529 ·  1530 ·  1531 ·  1532 ·  1533 ·  1534 ·  1535 ·  1536 ·  1537 ·  1538 ·  1539 ·  1540 ·  1541 ·  1542 ·  1543 ·  1544 ·  1545 ·  1546 ·  1547 ·  1548 ·  1549 ·  1550 ·  1551 ·  1552 ·  1553 ·  1554 ·  1555 ·  1556 ·  1557 ·  1558 ·  1559 ·  1560 ·  1561 ·  1562 ·  1563 ·  1564 ·  1565 ·  1566 ·  1567 ·  1568 ·  1569 ·  1570 ·  1571 ·  1572 ·  1573 ·  1574 ·  1575 ·  1576 ·  1577 ·  1578 ·  1579 ·  1580